# Dūzanān
Dūzanān (persiska: دوزنان) är en ort i Iran.   Den ligger i provinsen Östazarbaijan, i den nordvästra delen av landet, 400 km nordväst om huvudstaden Teheran. Dūzanān ligger 1 616 meter över havet och antalet invånare är 284.
Terrängen runt Dūzanān är huvudsakligen kuperad, men åt sydväst är den platt.Runt Dūzanān är det ganska glesbefolkat, med 40 invånare per kvadratkilometer. Närmaste större samhälle är Darīn Daraq, 5,2 km sydost om Dūzanān. Trakten runt Dūzanān består i huvudsak av gräsmarker.